# Lindsay Mintenko
Lindsay Mintenko (dawniej Benko) (ur. 29 listopada 1976 w Elkhart w stanie Indiana) – amerykańska pływaczka, mistrzyni olimpijska z Sydney z 2000 i z Aten z 2004 roku, trzykrotna medalistka igrzysk, dziesięciokrotna medalistka Mistrzostw świata na basenie 25 m. Specjalizuje się w stylu dowolnym i stylu grzbietowym.

## Osiągnięcia

### Igrzyska olimpijskie
| Olimpiada   | Data             | Konkurencja               | Rezultat    | Miejsce |
| ----------- | ---------------- | ------------------------- | ----------- | ------- |
| Sydney 2000 | 20 września 2000 | 4 × 200 m stylem dowolnym | 7:57,80 min |         |
| Ateny 2004  | 18 sierpnia 2004 | 4 × 200 m stylem dowolnym | 8:00,81 min |         |
| Ateny 2004  | 14 sierpnia 2004 | 4 × 100 m stylem dowolnym | 3:39,46 min |         |